# Klitgaard Agro
Klitgaard Agro ApS er en dansk landbrugsvirksomhed med hovedkvarter på Klitgård ved Ulsted. Virksomheden er siden 2023 helejet af Michael Bundgaard, der overtog landbruget fra Anders Bundgaard i forbindelse med et generationsskifte. Michael Bundgaard driver 2.500 hektar planteavl med især byg, hvede, havre, hestebønner og raps. De har 20 års erfaring med pløjefri dyrkning og anvender i dag CA/No till principper på alle arealer.
I forbindelse med generationsskiftet bliver produktionen af grise overflyttet til den samarbejdende virksomhed Civagård, der ejes af Frank Kartz Johansen. I 2019 var Klitgaard Agro i blandt de største svineproducenter i Danmark og de sendte 115.000 slagtesvin til slagtning på danske slagterier.